# Kilnwick
Kilnwick – wieś w Anglii, w hrabstwie East Riding of Yorkshire. Leży 24 km na północny zachód od miasta Hull i 271 km na północ od Londynu.